# Quartiers Danses

Logo officiel de la 10e édition du Festival Quartiers Danses (2012).

Le Festival Quartiers Danses (FQD) est un festival de danse contemporaine qui se tient annuellement en septembre à Montréal depuis 2001. Il invite des artistes québécois autant établis que de la relève ainsi que plusieurs artistes nationaux et internationaux. En 2016, il ajoute le terme « Festival » à son appellation officielle et popularise l'acronyme  « FQD ».
En tout, le festival est présent dans 8 quartiers de Montréal, notamment Hochelaga-Maisonneuve, Verdun et le Quartier des spectacles,.

## Mission et Mandat
Le FQD se démarque par sa mission de démocratisation de la danse. Il remplit cette vocation en respectant 4 mandats, soit « présenter une diversité d’artistes », « participer au développement artistique du milieu », « amener la danse à son public » et « augmenter le public pour la danse ».
Le festival soutient la discipline en encourageant la création artistique et la diffusion de la danse contemporaine dans les différents quartiers de Montréal. Depuis sa fondation, le festival présente des spectacles d’une variété d’artistes de la scène québécoise, invitant tant des chorégraphes reconnus et établis que des artistes de la relève. De plus, le festival accueille chaque année de nombreux artistes internationaux. Cette programmation riche en échanges culturels participe à la reconnaissance de l’art chorégraphique canadien à l’étranger, mais aussi, permet au public local de découvrir la scène internationale. C’est sous la croyance que la danse est un « langage universel capable de parler à tous » que ce mélange d'origines et de générations est valorisé.
Le festival imagine aussi depuis ses débuts des façons créatives et novatrices d’amener la danse à son public et de rendre cette discipline accessible à tous et à toutes. D'une part, en plus de sa programmation en salle à bas prix, le festival présente de la danse contemporaine dans des milieux inusités. Entre autres, il offre des représentations extérieures, notamment dans des sites n'étant pas reconnus comme des scènes artistiques. Par sa présence hors des lieux artistiques traditionnels, le festival donne à voir des représentations de danse contemporaine aux habitants de différents quartiers où l’accessibilité à l’art est plus restreinte. D'autre part, Quartiers Danses adopte une approche pluridisciplinaire et encourage la rencontre de différentes plateformes artistiques. Ainsi, au fil des ans, le festival a pu mettre de l'avant une programmation de plus en plus riche via des expositions, des conférences et des ateliers, toujours autour du thème de la danse. Depuis sa 6e édition en 2008, le festival présente également un choix de films sur la danse. Les courts métrages de nombreux réalisateurs, tels que Norman McLaren, y furent présentés.

## Historique
En 1988, Rafik Hubert Sabbagh, directeur général et artistique du FQD, fonde la compagnie de danse contemporaine Danse Imédia. Après avoir présentée plus de 12 spectacles sur la scène nationale et internationale, la compagnie s’intéresse à la promotion des artistes de la danse contemporaine et devient de 1997 à 2005 une agence de diffusion et de développement au Canada et à l’étranger. Avec le désir grandissant de faire connaître la danse à un plus large public, elle fonde en 2000 Transtlantique Montréal qui deviendra en 2008 le FQD.

### Chronologie
13e édition, 2015
Le festival a pris d’assaut Montréal et lui a dévoilé l’univers audacieux et sans limites de la danse contemporaine. Le FQD a présenté dans 14 lieux inédits de 6 quartiers, 71 performances et spectacles, une table ronde, 2 projections de courts métrages sur la danse et 2 expositions photographiques – le Festival Quartiers Danses a mis de l’avant le travail de 25 chorégraphes locaux, 8 chorégraphes étrangers, 13 réalisateurs et une photographe. Cette année, le FQD a transformé la Maison Théâtre et la Cinquième Salle de la Place des Arts en son quartier général. 25 œuvres ont été présentées en salle lors de 14 représentations, ainsi que 14 œuvres en contexte urbain lors de 46 représentations. De plus, le FQD a présenté 2 projets communautaire au cœur de sa programmation, et une table ronde a ouvert le dialogue sur la place des artistes de la relève au sein du milieu artistique.
12e édition, 2014
Le festival se déroule du 12 au 20 septembre 2014. Festival Quartiers Danses a parcouru Montréal dans ses moindres recoins, présent dans 19 lieux inédits de 9 quartiers. Une programmation diversifiée – 68 performances et spectacles, 3 tables rondes, 5 projections cinématographiques et 2 expositions photographiques – le  Festival Quartiers Danses a mis de l’avant le travail de 31 chorégraphes locaux, 4 chorégraphes étrangers, 11 réalisateurs et 2 photographes. Cette année, Quartiers Danses a transformé le Gesù | Centre de créativité en son quartier général. De plus, le FQD a invité le public et les professionnels du milieu à une journée de forums. Trois tables rondes ont ouvert le dialogue sur des thématiques actuelles : les rencontres chorégraphiques intergénérationnelles, la danse en institutions et les défis de la danse en contexte urbain.
11e édition, 2013
Le festival se déroule du 11 au 23 septembre 2013. Festival Quartiers Danses a présenté 37 chorégraphes, dont 21 artistes reconnus, 11 de la relève, cinq de l’international et deux du reste du Canada, qui ont offert 53 prestations, performances et animations. Au total, 34 pièces chorégraphiques ont été présentées et 14 lieux ont été investis dans huit quartiers différents de Montréal pour 19 spectacles en salle et 34 à l’extérieur. Le programme comprenait également deux projections de courts métrages sur la danse par des réalisateurs de la relève québécoise, ainsi qu’une projection de longs métrages, trois expositions photographiques rétrospectives des éditions précédentes du festival par deux photographes (un montréalais et une londonienne), un atelier de danse parents-enfants et une série de rencontres avec les artistes. Enfin, le festival a décerné trois prix de soutien au développement des artistes qui y présentent leur travail.
10e édition, 2012
Le festival se déroule du 12 au 23 septembre 2012. Les artistes à l'affiche sont : Atypique-Le Collectif, Audrey Bergeron, Laurence Fournier Campeau et Gabrielle Surprenant-Lacasse, Benjamin Hatcher, Nancy Rivest et Rosalie Famelart (Breakelinas), Dominique Porte, Elizabeth Suich, En Cohorte, Fabien Prioville, Florence Figols, Hélène Messier, Chantal Caron, Jeffrey Hall, Julio Hong, Kukai, Lina Cruz, MANDALA SITU, Marc Béland, Marie Brassard, Manuel Roque, Morgan Nardi, Silke Z., Taafé Fanga, Emmanuelle Lê Phan et Elon Höglund (Tentacle Tribe), Ziyian Kwan.
Les réalisateurs présents sont : Claudia Chan Tak et Liane Thériault, Charlotte Audureau, Ivan Rubio, Natalie Galazka, Régis Obadia.
À l'occasion du 10e anniversaire, Michel Pinault présentait une exposition photographique rétrospective du festival.
Un atelier de danse parent-enfant était animé par Hélène Langevin de la compagnie Bouge de là.
9e édition, 2011
Le festival se déroule du 16 au 25 septembre 2011. Les artistes à l'affiche sont : la Bande Interdite, Zab Maboungou (Compagnie Danse Nyata Nyata), Compagnie Portes Sud en collaboration avec les danseurs canadiens Tanya Crowder et Tom Casey , Compagnie Yann Lheureux, La horde vocale en collaboration avec les danseurs Chanti Wadge et Tom Casey, Francoise Sullivan, Geneviève Bolla, Georges-Nicolas Tremblay, Isabel Mohn, Jane Mappin, Lucie Grégoire, Marie Brassard et Sarah Williams, Pedro Pauwels, Rosa Muñoz, RUBBERBANDance.
Les réalisateurs présents sont : Michael Slobodian, Marie Brassard et Mario Côté.
8e édition, 2010
Le festival se déroule du 10 au 26 septembre 2010. Les artistes à l'affiche sont : Alyson Wishnousky, Andrew Turner, Brice Noeser, Daniel Soulières en collaboration avec la Fondation Jean-PierrePerreault, David Rancourt, Dany Desjardins, Dulcinée Langfelder, Erin Flynn, Gabrielle Surprenant-Lacasse, Geneviève Bolla, Georges-Nicolas Tremblay, Ismaël Mouaraki, Jane Mappin, Jean-Sébastien Lourdais, Joëlle Charaix, Josh Beamish, Katya Montaignac, La Nef et Tomomi Morimoto, Louise Lecavalier et Dominique Lupien organiste, Pablo Pugliese & Noel Strazza, Peter Jasko, Ruth Gover, Serge Bennathan, Suzanne Miller & Allan Paivio, Taafé Fanga, Zab Maboungou.
Les réalisateurs présents sont : Ariane Thézé, Bande Interdite, Catherine Maximoff, Hinda Essadiqi, Marlene Millar et Philip Szporer (Mouvement Perpétuel), Michael Slobodian, Pierre Coulibeuf, Seydou Boro, Thierry De Mey, Yves St-Pierre et Sonya Stephan (Bande interdite).
Il y avait aussi des expositions de Michel Pinault et de Mouvement Perpétuel.
7e édition, 2009
Le festival se déroule du 17 septembre au 4 octobre 2009. Les artistes à l'affiche sont : Alyson Wishnousky, Casimiro Nhussi,Dany Desjardins, Dulcinée Langfelder, Gibson Muriva, Geneviève Soly et Marie-Nathalie Lacoursière, Ismaël Mouaraki, Jo Leslie, Lina Cruz, Les Imprudanses, Manon Oligny / Département de Danse de L’UQÀM, Nelisiwe Xaba, Normand Marcy, Pablo Pugliese & Noel Strazza, Roger Sinha, Thierry SchickesZab Maboungou, Zoya Smutny.
Les réalisateurs présents sont : Sonya Stefan, Jenn Goowin, Zoja Smutny, Pierre Coulibeuf, Marlene Millar et Philip Szporer, Seydou Boro, Catherine Maximoff, Alan Lake, Michael Slobodian.
Il y avait aussi des expositions de Michael Slobodian, Nikol Mikus, Sonya Stefan (Bande Interdite) et Michael Slobodian, Yves St-Pierre (Bande Interdite)
6e Édition, 2008
Le festival se déroule du 20 septembre au 4 octobre 2008 sous le nom de Transatlantique Montréal – Manifestation de danse contemporaine dans cinq arrondissements et incluant neuf lieux et partenaires culturels. Pour cette 6e édition, le festival Quartiers Danses a présenté 19 représentations incluant 12 premières, certaines in situ en milieu urbain, 14 créations différentes, 4 soirées de films sur la danse et 7 conférences-rencontres.
Les artistes à l'affiche sont : Alyson Wishnousky, Andrew Turner, Chanti Wadge, Edgar Zendejas, Hélène Blackburn et Frédéric Tavernini (Jeune Ballet du Québec), Howard Richard, Les Imprudanses, Meena Murugesan, Suzanne Miller et Alan Paivio.
Les réalisateurs présents sont : Philippe Baylaucq, Mouvement Perpétuel, Norman McLaren et Roger Sinha.
5e édition, 2007
Le festival se déroule du 14 au 20 septembre 2007 sous le nom de Transatlantique Montréal – Manifestation de danse contemporaine dans deux lieux de l’arrondissement Hochelaga–Maisonneuve et dans l’arrondissement de Verdun. Pour cette cinquième édition, le festival Quartiers Danses a présenté 4 compagnies et artistes locaux, une compagnie nationale, 2 chorégraphes internationaux et une création de jeunes de la relève en extérieur.
Les artistes à l'affiche sont : Ballet Flamenco Arte de Espana, Claude Godin, Jane Mappin, Julie Dossavi, Sarah Williams, Sasha Ivanochko.
Des conférences-rencontres à chaque représentation était animée par Fabienne Cabado.
4e édition, 2006
Le festival se déroule du 19 au 24 septembre 2006 sous le nom de Transatlantique Montréal – Manifestation de danse contemporaine dans trois lieux de l’arrondissement Hochelaga–Maisonneuve. Pour cette quatrième édition, le festival Quartiers Danses a présenté 4 compagnies et artistes locaux de 2 écoles nationales et de 2 compagnies et artistes internationaux, incluant 6 représentations de spectacles
Les artistes à l'affiche sont : L’École Nationale de cirque, Eryn Dace Trudell, Louise Bédard, Marie-Josée Paradis, Marlee Cargill, Miguel Robles (Le Jeune Ballet du Québec), Shawn Hounsell (Le Jeune Ballet du Québec), Shiro Daïmon, Victor Quijada (Le Jeune Ballet du Québec). Avec une conférence de Shiro Daïmon.
3e édition, 2005
Le festival se déroule du 19 au 24 septembre 2005 sous le nom de Transatlantique Montréal – Manifestation de danse contemporaine dans quatre lieux de l’arrondissement Hochelaga–Maisonneuve à Montréal. Pour cette troisième édition, le festival Quartiers Danses a présenté 10 premières incluant 7 compagnies de Montréal et des représentants de la relève québécoise; incluant 8 représentations de spectacles.
Les artistes à l'affiche sont : Frédéric Gravel, Jacquette de Bussac, Jean-Sébastien Lourdais, Quevynn C. Gueule, Sol Picó, Suzanne Miller et Allan Paivo, Taafé Fanga, Wally Cardona Quartet.
2e édition, 2002
Le festival se déroule du 20 au 22 novembre 2002 sous le nom de Transatlantique – Danse Aquitaine  dans quatre maisons de la culture de Montréal, à la Fondation Jean-Pierre-Perreault et à la salle Pauline-Julien. Pour cette deuxième édition, le festival Quartiers Danses a présenté 2 compagnies québécoises et 3 françaises qui ont donné 6 représentations.
Les artistes à l'affiche sont : Enfin le jour, Et Marianne et Simon, Faizal Zeghoudi, Paul les Oiseaux, PPS Danse.
1re édition, 2001
Le festival se déroule du 27 au 29 septembre 2001 à la maison de la culture Frontenac sous le nom de Traces Montréal. Pour cette première édition, le festival Quartiers Danses a présenté 3 compagnies québécoises et 1 compagnie française qui ont donné 5 représentations.
Les artistes à l'affiche sont : Zab Maboungou (Compagnie Nyata Nyata – Mozongi), Jackie Taffanel (Groupe Incliné), Howard Richard, Motaz Kabbani.
Une exposition de Marie-Claude Baÿ était aussi présentée ainsi qu'un petit déjeuner / conférence intitulé : « Mise en réseau des politiques culturelles et des initiatives indépendantes ».